# Ryan Wilson (atleet)
Ryan Wilson (19 december 1980) is een Amerikaanse voormalig hordeloper, die is gespecialiseerd in de 110 m horden.

## Loopbaan
Op 2 juni 2007 werd Wilson derde in New York in een tijd van 13,02 s achter Liu Xiang uit China (12,92) en zijn landgenoot Terrence Trammell (12,95). De week ervoor won hij in Hengelo de 110 m horden in 13,33 voor Gregory Sedoc (tweede).
Een jaar later was Ryan Wilson opnieuw present op de FBK Games in Hengelo en weer klopte hij Gregory Sedoc op de 110 m horden (tijden: 13,62 om 13,63). Alleen won hij deze keer niet. Die eer was nu weggelegd voor Marcel van der Westen, die het tweetal vooruit snelde en reeds na 13,46 finishte.

## Titels
- Amerikaans kampioen 110 m horden 2013

## Persoonlijke records
Outdoor
| Onderdeel    | Prestatie | Datum       | Plaats      |
| ------------ | --------- | ----------- | ----------- |
| 110 m horden | 13,02 s   | 2 juni 2007 | New York    |
| 400 m horden | 49,33 s   | 18 mei 2003 | Los Angeles |

Indoor
| Onderdeel   | Prestatie | Datum            | Plaats   |
| ----------- | --------- | ---------------- | -------- |
| 55 m horden | 7,18 s    | 11 februari 2012 | New York |
| 60 m horden | 7,75 s    | 11 februari 2012 | New York |

## Palmares

### 110 m horden
Kampioenschappen
- 2008:  Wereldatletiekfinale – 13,54 s
- 2013:  WK – 13,13 s

Golden League-podiumplekken
- 2007:  ISTAF – 13,40 s
- 2008:  ISTAF – 13,30 s
- 2009:  ISTAF – 13,21 s

Diamond League-podiumplekken
- 2010:  Prefontaine Classic – 13,16 s
- 2010:  Athletissima – 13,21 s
- 2010:  Meeting Areva – 13,12 s
- 2010:  Herculis – 13,13 s
- 2010:  Weltklasse Zürich – 13,26 s
- 2012:  Aviva London Grand Prix – 13,18 s
- 2013:  Shanghai Golden Grand Prix – 13,25 s
- 2013:  Athletissima – 13,27 s